# 迪朗奇
迪朗奇公司（縮寫：DL），是義大利跨國家電公司，為「迪朗奇集團」（DēLonghi Group）的核心。

## 概要
在1902年創業當時是製造爐灶的工作坊，1955年成立生產加熱元件公司。自創家電品牌跟產品擴展市場後，陸續併購英國傑伍、德國百靈而成為跨國集團。

## 沿革
- 1902年，迪朗奇家族創立工作坊。
- 1955年，成立公司法人化。
- 1970年代，開始自創產品、品牌「DēLonghi」。
- 1975年，首創移動式電暖器。
- 1985年，擴展生產其他種類家電。
- 1979年，併購電暖器廠商Supercalor。
- 1986年，併購炊烤爐具廠商Elba，以及中央暖氣系统加熱元件的Radiators公司。
- 1987年，併購生產空調的Ariagel公司。
- 1989年，併購生產地板維護商品的Vetrella公司。
- 1994年，收購生產中央空調設備的克萊門特（Climaveneta）公司。
- 1995年，併購生產熨燙衣物和食物加工電器的Simac Micromax公司。
- 2001年，入主英國家電廠商傑伍及其旗下Ariete，股票在義大利證交所上市。
- 2012年，收購寶僑旗下家電廠商百靈小家电业务经营权。

## 品牌
- DēLonghi
- KENWOOD
- BRAUN
- Ariete

## 外部連結
- De'Longhi
- 義大利迪朗奇家電 （页面存档备份，存于）
- De'Longhi全自動義式咖啡機 （页面存档备份，存于）
- 德龙中国 （页面存档备份，存于）